# Lösensignalering
Lösensignalering är ett sätt att inom militär sambandstjänst förvissa sig om att en radiosändare eller en mottagare är den man utger sig för att vara.
För detta ändamål kan exempelvis en tabell - lika för avsändare och mottagare - användas, vari ett antal numrerade svar och kvittenssvar upptagits. Radiostationen som önskar verifiera att motstationen är en legitim station, sänder ett nummer ur denna tabell. Motstationen sänder det svar, som står jämte erhållet nummer; avsändaren svarar i sin tur med kvittenssvaret. De båda signalerande stationerna samt de i samma radionät ingående stationer, som hör lösensignaleringen, stryker sedan det använda numret, så att det inte används igen (svar och kvittenssvar får ju anses vara kända av en avlyssnande fiende, sedan lösensignaleringen utförts, varför samma avsnitt ur tabellen inte ska användas igen).
Så länge disciplinen med att stryka använda avsnitt upprätthålls och den använda tabellen hemlighålls för obehöriga, kan de stationer som lösensignalerat, vara tämligen säkra på, att de båda är legitima stationer i radionätet.
Avsnitten med lösengrupper kommer med tiden att ta slut, varför en lösentabell i allmänhet har en begränsad giltighet (vanligen ett dygn), varefter den ersätts med en ny, där svaren och kvittenssvaren är annorlunda.